# Autonoë Linea
L'Autonoë Linea è una struttura geologica della superficie di Europa.